# Inel factor
În teoria inelelor⁠(d), o ramură a algebrei abstracte, un inel factor, cunoscut și sub numele de inel cât, este o construcție destul de similară cu grupul factor din teoria grupurilor și cu spațiul factor din algebra liniară. Începând cu un inel R și un ideal bilateral I în R, se construiește un nou inel, inelul factor R / I, ale cărui elemente sunt clasele laterale⁠(d) ale lui I din R supuse operațiilor {\displaystyle +} și {\displaystyle \,\cdot \,}. (La notarea inelului factor se folosește doar bara oblică, „ / ”, nu și bara orizontală de fracție.)
Inelele factor sunt distincte de așa-numitul „corp factor”, sau corpul fracțiilor al unui domeniu de integritate, precum și de „inelele de coeficienți”, mai generale, obținute prin localizare⁠(d).

## Construcția formală a unui inel factor
Fiind dat un inel {\displaystyle R} și un ideal bilateral {\displaystyle I} în {\displaystyle R}, se poate defini o relație de echivalență {\displaystyle \sim } pe {\displaystyle R}, după cum urmează:
{\displaystyle a\sim b} dacă și numai dacă {\displaystyle a-b} este în {\displaystyle I}.
Folosind proprietățile idealului, nu este dificilă verificarea că {\displaystyle \sim } este o relație de congruență⁠(d). În cazul {\displaystyle a\sim b}, se spune că {\displaystyle a} și {\displaystyle b} sunt congruente modulo {\displaystyle I}. Clasa de echivalență⁠(d) a elementului {\displaystyle a} din {\displaystyle R} este dată de
{\displaystyle [a]=a+I:=\{a+r:r\in I\}}.
Uneori clasa de echivalență este notată {\displaystyle a{\bmod {I}}} și este numită „clasa de resturi a lui {\displaystyle a} modulo {\displaystyle I}”.
Mulțimea tuturor acestor clase de echivalență este notată cu {\displaystyle R/I}; devine un inel, inelul factor al {\displaystyle R} modulo {\displaystyle I}, dacă se definește:
{\displaystyle (a+I)+(b+I)=(a+b)+I};
{\displaystyle (a+I)(b+I)=(ab)+I}.
(Aici trebuie verificat dacă aceste definiții sunt bine definite. De comparat clasa de resturi cu grupul factor.)
Elementul zero al {\displaystyle R/I} este {\displaystyle {\bar {0}}=(0+I)=I}, iar elementul neutru este {\displaystyle {\bar {1}}=(1+I)}.
Aplicația {\displaystyle p} de la {\displaystyle R} pe {\displaystyle R/I} definită prin {\displaystyle p(a)=a+I} este un homomorfism de inele⁠(d) surjectiv, numit uneori homomorfism canonic.

## Exemple
- Inelul factor R/{0}  este izomorf natural⁠(d) cu R, iar R/R este inelul nul {0}, deoarece, după definiția de față, pentru orice r din R există acel [r] = r + R := {r + b : b ∈ R}, care este egal cu R în sine. Acest lucru corespunde regulii generale conform căreia cu cât idealul I este mai mare, cu atât inelul factor R / I este mai mic. Dacă I este un ideal adecvat al lui R, adică I ≠ R, atunci R / I nu este inelul nul.

- Fie inelul numerelor întregi Z și idealul numerelor pare, notat cu 2Z. Atunci inelul factor Z/2Z are doar două elemente, mulțimea 0+2Z constând din numerele pare și mulțimea 1+2Z formată din numerele impare. Aplicând definiția, [z] = z + 2Z := {z + 2y: 2y ∈ 2Z}. Este în mod natural izomorf cu corpul finit cu două elemente, F2. Intuitiv: dacă se consideră toate numerele pare ca fiind 0, atunci orice număr întreg este fie 0 (dacă este par), fie 1 (dacă este impar, prin urmare, diferă de un număr par cu 1). Aritmetica modulară⁠(d) este în esență aritmetică în inelul factor Z/nZ (care are n elemente).

- Acum fie inelul de polinoame⁠(d) în variabila X cu coeficienți reali, R[X], și idealul I = (X2 + 1) constând din toți multiplii polinomului X2 + 1. Inelul factor R[X] / (X2 + 1) este izomorf în mod natural cu corpul numerelor complexe C, cu clasa [X] jucând rolul unității imaginare i. Motivul este că s-a „forțat” X2 + 1 = 0, adică X2 = −1, care este definiția lui i. Deoarece orice exponent întreg al lui i trebuie să fie fie ±i, fie ±1, înseamnă că toate polinoamele posibile se simplifică în esență la forma a + bi. (Pentru clarificare, inelul factor R[X] / (X2 + 1) este de fapt izomorf în mod natural cu corpul tuturor polinoamelor liniare aX+b, a,b ∈ R, unde se efectuează operațiile mod X2+1. Invers, X2 = −1, iar aceasta face să corespundă X cu unitatea imaginară din corpul izomorf al numerelor complexe.)

- Generalizând exemplul anterior, inelele factor sunt adesea folosite pentru a construi extinderii de corp. Fie K un corp și f un polinom ireductibil⁠(d) în K[X]. Atunci L = K[X] / (f) este un corp al cărui polinom minimal peste K este f, care conține pe K precum și un element x = X + (f).

- Un aspect important al exemplului anterior este construcția corpurilor finite. Fie, de exemplu, corpul F3 = Z / 3Z cu trei elemente. Polinomul f(X) = X2 + 1 este ireductibil peste F3 (deoarece nu are rădăcină) și se poate construi inelul factor F3[X] / (f). Acesta este un corp cu 32 = 9 elemente, notate cu F9. Celelalte corpuri finite pot fi construite similar.

- În geometria algebrică inelele de coordonate ale varietăților algebrice⁠(d) sunt exemple importante de inele factor. Ca un caz simplu, fie varietatea reală V = {(x, y) | x2 = y3} o submulțime a planului real R2. Inelul funcțiilor polinomiale cu valori reale definite pe V poate fi identificat cu inelul factor R[X,Y] / (X2 − Y3), iar acesta este inelul de coordonate al lui V. Varietatea V poate fi acum studiată studiind inelul său de coordonate.

## Proprietăți
Este evident că dacă R este un inel comutativ, atunci și R / I este; reciproca însă nu este adevărată în general.
Aplicația factorială naturală p îl are pe I drept nucleu⁠(d). Întrucât nucleul fiecărui homomorfism de inele este un ideal bilateral, se poate afirma că idealele bilaterale sunt tocmai nucleele homomorfismelor de inele.
Relația intimă dintre homomorfismele de inele, nuclee și inele factor poate fi rezumată după cum urmează: homomorfismele de inele definite pe R / I sunt în esență aceleași cu homomorfismele de inele definite pe R care dispar (adică sunt nule) pe I. Mai exact, fie un ideal bilateral I din R și un homomorfism de inele f : R → S al cărui nucleu îl conține pe I, există exact un homomorfism de inele g : R / I → S cu gp = f (unde p este aplicația factorială naturală). Aici aplicația g este dată de regula bine definită g([a]) = f(a) pentru orice a din R. Într-adevăr, această proprietate universală⁠(d) poate fi folosită pentru a defini inelele factor aplicațiile lor factoriale naturale.
Ca o consecință a celor de mai sus, se obține afirmația fundamentală: fiecare homomorfism de inele f : R → S induce un izomorfism de inele între inelul factor R / ker(f) și imaginea im(f).
Idealele lui R și R / I sunt strâns legate: aplicația factorială naturală oferă o bijecție între idealele bilaterale ale R care conțin pe I și idealele bilaterale ale lui R / I (același lucru este valabil și pentru idealele stângi și drepte). Această relație între idealul bilateral se extinde la o relație între inelele factor corespunzătoare: dacă M este un ideal bilateral din R care îl conține pe I și se scrie M / I pentru idealul corespunzător din R / I (adică M / I = p(M)), inelele factor R / M și (R / I) / (M / I) sunt izomorfe în mod natural prin aplicația (bine definită!) a + M ↦ (a + I) + M / I.
Următoarele aspecte se dovedesc utile în algebra comutativă și geometria algebrică: pentru R ≠ {0} comutativ, R / I este un corp dacă și numai dacă I este un ideal maximal, în timp ce R / I este un domeniu de integritate dacă și numai dacă I este un ideal prim. O serie de afirmații asemănătoare stabilesc relații între proprietățile idealului I și proprietățile inelului factor R / I.
Teorema chinezească a resturilor afirmă că, dacă idealul I este intersecția (sau, echivalent, produsul) idealelor coprime în perechi I1, ... , Ik, atunci inelul factor R / I este izomorf cu produsul inelelor factor R / In, n = 1 , ..., k.